# Metal Gear: Ghost Babel
Metal Gear: Ghost Babel es una adaptación de la serie Metal Gear Solid para la consola portátil Game Boy Color (también compatible con Game Boy Advance) en la que Snake debe infiltrarse en la base Galuade para evitar el despliegue de un nuevo tipo de Metal Gear. 
Se presentan nuevos personajes exclusivos como Ronald Lensenbrink, Brian McBride (MGS), Chris Jenner, Jimmy Harks, John Parker y Steve Gadner, aunque también aparecen conocidos como el Coronel Roy Campbell y Mei Ling.
Por razones comerciales, el juego se tituló «Metal Gear Solid» fuera de Japón.
- Datos: Q2600361